# Chaumont VB 52
Chaumont Volley-Ball 52 (Chaumont VB 52) – francuski męski klub siatkarski, powstały w 1963 r. w Chaumont. Obecnie występuje w Ligue A.

## Bilans sezon po sezonie
| Sezon     | Rozgrywki ligowe | Rozgrywki ligowe | Puchar Francji | Europejskie puchary | Europejskie puchary |
| Sezon     | Poziom           | Miejsce          | Puchar Francji | Rozgrywki klubowe   | Osiągnięcie         |
| --------- | ---------------- | ---------------- | -------------- | ------------------- | ------------------- |
| 1996/1997 | Ligue B          |                  |                |                     |                     |
| 1997/1998 | Ligue B          |                  |                |                     |                     |
| 1998/1999 | Ligue B          | 11. miejsce      |                |                     |                     |
| 1999/2000 | Ligue B          | 8. miejsce       |                |                     |                     |
| 2000/2001 | Ligue B          | 7. miejsce       |                |                     |                     |
| 2001/2002 | Ligue B          | 9. miejsce       |                |                     |                     |
| 2002/2003 | Ligue B          | 10. miejsce      |                |                     |                     |
| 2003/2004 | Ligue B          | 8. miejsce       |                |                     |                     |
| 2004/2005 | Ligue B          | 3. miejsce       |                |                     |                     |
| 2005/2006 | Ligue B          | 5. miejsce       |                |                     |                     |
| 2006/2007 | Ligue B          | 7. miejsce       |                |                     |                     |
| 2007/2008 | Ligue B          | 10. miejsce      |                |                     |                     |
| 2008/2009 | Ligue B          | 11. miejsce      |                |                     |                     |
| 2009/2010 | Ligue B          | 2. miejsce       | faza grupowa   |                     |                     |
| 2010/2011 | Ligue B          | 4. miejsce       | półfinał       |                     |                     |
| 2011/2012 | Ligue B          | 2. miejsce       | III runda      |                     |                     |
| 2012/2013 | Ligue A          | 4. miejsce       | ćwierćfinał    |                     |                     |
| 2013/2014 | Ligue A          | 5. miejsce       | półfinał       | Puchar Challenge    | 1/8 finału          |
| 2014/2015 | Ligue A          | 9. miejsce       | ćwierćfinał    | Puchar Challenge    | II runda            |
| 2015/2016 | Ligue A          | 5. miejsce       | 1/8 finału     |                     |                     |
| 2016/2017 | Ligue A          | 1. miejsce       | 1/8 finału     | Puchar Challenge    | 2. miejsce          |
| 2017/2018 | Ligue A          | 2. miejsce       | 2. miejsce     | Liga Mistrzów       | 1/12 finału         |
| 2018/2019 | Ligue A          | 2. miejsce       | 2. miejsce     | Liga Mistrzów       | ćwierćfinał         |
| 2019/2020 | Ligue A          | —                | ćwierćfinał    | Puchar CEV          | 1/16 finału         |
| 2020/2021 | Ligue A          | 2. miejsce       |                | Puchar CEV          | 1/16 finału         |
| 2021/2022 | Ligue A          | 3. miejsce       | 1. miejsce     | Puchar CEV          | 1/16 finału         |
| 2022/2023 | Ligue A          | 2. miejsce       | 1/8 finału     | Puchar CEV          | 1/16 finału         |
| 2023/2024 | Ligue A          | 2. miejsce       | 1/8 finału     | Puchar CEV          | 1/16 finału         |
| 2024/2025 | Ligue A          | 3. miejsce       | półfinał       | Liga Mistrzów       | faza grupowa        |
| 2024/2025 | Ligue A          | 3. miejsce       | półfinał       | Puchar CEV          | ćwierćfinał         |

- Rozgrywki ligowe w sezonie 2019/2020 we Francji zostały przerwane z powodu rozprzestrzenia się koronawirusa COVID-19

Poziom rozgrywek:
     pierwszy, najwyższy ogólnokrajowy
     drugi
     trzeci
     czwarty
     piąty

## Sukcesy
Ligue B:
- 2010, 2012

Puchar Challenge:
- 2017

Ligue A:
- 2017
- 2018, 2019, 2021, 2023[1], 2024[2]

Superpuchar Francji:
- 2017, 2021

Puchar Francji:
- 2022[3]

## Polacy w klubie
| Lata gry  | Imię i nazwisko  |
| --------- | ---------------- |
| 2012-2013 | Bartosz Janeczek |

## Kadra

### Sezon 2024/2025[4]
| Nr | Imię i nazwisko   | Data ur. | Wzrost | Pozycja      |
| -- | ----------------- | -------- | ------ | ------------ |
| 1  | Joseph Worsley    | 1997     | 185    | rozgrywający |
| 2  | Théo Durand       | 2000     | 175    | libero       |
| 3  | Shane Holdaway    | 1997     | 201    | środkowy     |
| 4  | Mathis Henno      | 2005     | 195    | przyjmujący  |
| 5  | Lohan Lefaivre    | 2003     | 193    | przyjmujący  |
| 7  | Niko Suihkonen    | 1999     | 190    | przyjmujący  |
| 8  | Cheikh Diop       | 2000     | 196    | atakujący    |
| 9  | Pierre Toledo     | 2000     | 196    | atakujący    |
| 10 | Nathan Lietzke    | 2001     | 198    | rozgrywający |
| 14 | Josef Polák       | 1999     | 202    | środkowy     |
| 16 | Lukas Maase       | 1998     | 212    | środkowy     |
| 17 | Jacob Pasteur     | 2002     | 195    | przyjmujący  |
| 19 | Sebastián Closter | 1989     | 189    | libero       |

### Sezon 2023/2024[5]
| Nr | Imię i nazwisko   | Data ur. | Wzrost | Pozycja      |
| -- | ----------------- | -------- | ------ | ------------ |
| 1  | Joseph Worsley    | 1997     | 185    | rozgrywający |
| 2  | Théo Durand       | 2000     | 175    | libero       |
| 4  | Tom Liot          | 1998     | 188    | rozgrywający |
| 5  | Michael Marshman  | 1994     | 201    | środkowy     |
| 7  | Niko Suihkonen    | 1999     | 190    | przyjmujący  |
| 9  | Pierre Toledo     | 2000     | 196    | atakujący    |
| 10 | Daniel McDonnell  | 1988     | 200    | środkowy     |
| 12 | Victor Cardoso    | 1999     | 200    | przyjmujący  |
| 15 | Patrick Gasman    | 1997     | 208    | środkowy     |
| 16 | Filip Šestan      | 1995     | 195    | przyjmujący  |
| 19 | Sebastián Closter | 1989     | 189    | libero       |
| 20 | Julien Lecat      | 1999     | 193    | przyjmujący  |
| 23 | Patrik Indra      | 1997     | 200    | atakujący    |

### Sezon 2022/2023
| Nr | Imię i nazwisko    | Data ur. | Wzrost | Pozycja      |
| -- | ------------------ | -------- | ------ | ------------ |
| 2  | Gilles Lomba       | 1997     | 194    | przyjmujący  |
| 3  | Jan Galabov        | 1996     | 193    | przyjmujący  |
| 5  | Michael Marshman   | 1994     | 201    | środkowy     |
| 6  | Raphaël Corre      | 1989     | 195    | rozgrywający |
| 7  | Pierre Bouleau     | 1998     | 176    | libero       |
| 8  | Fabian Plak        | 1997     | 198    | środkowy     |
| 9  | Pierre Toledo      | 2000     | 196    | atakujący    |
| 10 | Adrian Aciobăniței | 1997     | 194    | przyjmujący  |
| 12 | Patrik Indra       | 1997     | 200    | atakujący    |
| 14 | Cédric da Silva    | 1996     | 190    | rozgrywający |
| 15 | Patrick Gasman     | 1997     | 208    | środkowy     |
| 17 | Thales Hoss        | 1989     | 188    | libero       |
| 18 | Nathan Wounembaina | 1984     | 198    | przyjmujący  |

### Sezon 2021/2022
| Nr | Imię i nazwisko     | Data ur. | Wzrost | Pozycja      |
| -- | ------------------- | -------- | ------ | ------------ |
| 1  | José Gutiérrez      | 2001     | 194    | przyjmujący  |
| 2  | Osniel Melgarejo    | 1997     | 194    | przyjmujący  |
| 4  | Moussé Gueye        | 1996     | 202    | środkowy     |
| 5  | Maxime Laumon       | 2000     | 194    | przyjmujący  |
| 6  | Raphaël Corre       | 1989     | 195    | rozgrywający |
| 7  | Pierre Bouleau      | 1998     | 176    | libero       |
| 8  | Fabian Plak         | 1997     | 198    | środkowy     |
| 9  | Karil Dadasz Adeh   | 2001     | 198    | atakujący    |
| 10 | Adrian Aciobăniței  | 1997     | 194    | przyjmujący  |
| 12 | Jesús Herrera Jaime | 1995     | 196    | atakujący    |
| 14 | Cédric da Silva     | 1996     | 190    | rozgrywający |
| 15 | Maxime Roatta       | 1999     | 202    | atakujący    |
| 17 | Roamy Alonso        | 1997     | 202    | środkowy     |
| 19 | Franco Massimino    | 1988     | 177    | libero       |

### Sezon 2020/2021
| Nr | Imię i nazwisko               | Data ur. | Wzrost | Pozycja      |
| -- | ----------------------------- | -------- | ------ | ------------ |
| 1  | Filippo Lanza (od 08.04.2021) | 1991     | 198    | przyjmujący  |
| 2  | Osniel Melgarejo              | 1997     | 194    | przyjmujący  |
| 3  | Steven Marshall               | 1989     | 191    | przyjmujący  |
| 4  | Samuel Jeanlys                | 1999     | 202    | atakujący    |
| 5  | Maxime Laumon                 | 2000     | 194    | przyjmujący  |
| 6  | Raphaël Corre                 | 1989     | 195    | rozgrywający |
| 7  | Pierre Bouleau                | 1998     | 176    | libero       |
| 8  | Jorge Fernández Valcárcel     | 1989     | 202    | środkowy     |
| 9  | Jesús Herrera Jaime           | 1995     | 196    | atakujący    |
| 10 | Daniel McDonnell              | 1988     | 200    | środkowy     |
| 12 | Martin Repák                  | 1981     | 190    | rozgrywający |
| 17 | Roamy Alonso                  | 1997     | 202    | środkowy     |
| 18 | Georgi Petrow                 | 1999     | 195    | przyjmujący  |
| 19 | Franco Massimino              | 1988     | 177    | libero       |

### Sezon 2019/2020
| Nr | Imię i nazwisko               | Data ur. | Wzrost | Pozycja      |
| -- | ----------------------------- | -------- | ------ | ------------ |
| 1  | Martin Atanasow               | 1996     | 200    | przyjmujący  |
| 4  | Baptiste Geiler               | 1987     | 198    | przyjmujący  |
| 5  | Mitchell Stahl                | 1994     | 203    | środkowy     |
| 6  | Raphaël Corre                 | 1989     | 195    | rozgrywający |
| 7  | Matej Pátak                   | 1990     | 197    | przyjmujący  |
| 8  | Jorge Fernández Valcárcel     | 1989     | 202    | środkowy     |
| 9  | Marlon Yant Herrera           | 2001     | 202    | przyjmujący  |
| 10 | Julien Winkelmuller           | 1994     | 198    | atakujący    |
| 12 | Martin Repák                  | 1981     | 190    | rozgrywający |
| 15 | Hindrek Pulk                  | 1990     | 197    | atakujący    |
| 16 | Ewoud Gommans (do 12.01.2020) | 1990     | 202    | przyjmujący  |
| 17 | André Radtke                  | 1982     | 201    | środkowy     |
| 18 | Théo Morillon                 | 1994     | 186    | libero       |
| 19 | Franco Massimino              | 1988     | 177    | libero       |
|    | Iwan Kolew (od 13.01.2020)    | 1987     | 197    | przyjmujący  |

### Sezon 2018/2019
| Nr | Imię i nazwisko           | Data ur. | Wzrost | Pozycja      |
| -- | ------------------------- | -------- | ------ | ------------ |
| 1  | Martin Atanasow           | 1996     | 200    | przyjmujący  |
| 2  | Keith West                | 1995     | 194    | przyjmujący  |
| 3  | Blair Bann                | 1988     | 184    | libero       |
| 4  | Baptiste Geiler           | 1987     | 198    | przyjmujący  |
| 5  | Michael Saeta             | 1994     | 197    | rozgrywający |
| 6  | Wassim Ben Tara           | 1996     | 203    | atakujący    |
| 7  | Matej Pátak               | 1990     | 197    | przyjmujący  |
| 8  | Jorge Fernández Valcárcel | 1989     | 202    | środkowy     |
| 10 | Julien Winkelmuller       | 1994     | 198    | atakujący    |
| 12 | Martin Repák              | 1981     | 190    | rozgrywający |
| 13 | Taylor Averill            | 1992     | 205    | środkowy     |
| 16 | Kévin Rodriguez           | 1994     | 203    | środkowy     |
| 18 | Théo Morillon             | 1994     | 186    | libero       |

### Sezon 2017/2018
| Nr | Imię i nazwisko         | Data ur. | Wzrost | Pozycja      |
| -- | ----------------------- | -------- | ------ | ------------ |
| 1  | Yacine Louati           | 1992     | 198    | przyjmujący  |
| 2  | Michael Saeta           | 1994     | 197    | rozgrywający |
| 3  | Daniel Jansen Van Doorn | 1990     | 208    | środkowy     |
| 4  | Javier González         | 1983     | 192    | rozgrywający |
| 6  | Wassim Ben Tara         | 1996     | 203    | atakujący    |
| 7  | Jonas Aguenier          | 1992     | 202    | środkowy     |
| 8  | Sauli Sinkkonen         | 1989     | 201    | środkowy     |
| 9  | Stéphen Boyer           | 1996     | 196    | atakujący    |
| 10 | Nikola Mijailović       | 1989     | 191    | przyjmujący  |
| 12 | Bruno Lima              | 1996     | 197    | przyjmujący  |
| 14 | Jérémie Mouiel          | 1995     | 176    | libero       |
| 15 | Bryan Duquette          | 1991     | 193    | libero       |
| 16 | Kévin Rodriguez         | 1994     | 203    | środkowy     |
| 18 | Francesco De Marchi     | 1986     | 193    | przyjmujący  |

### Sezon 2016/2017

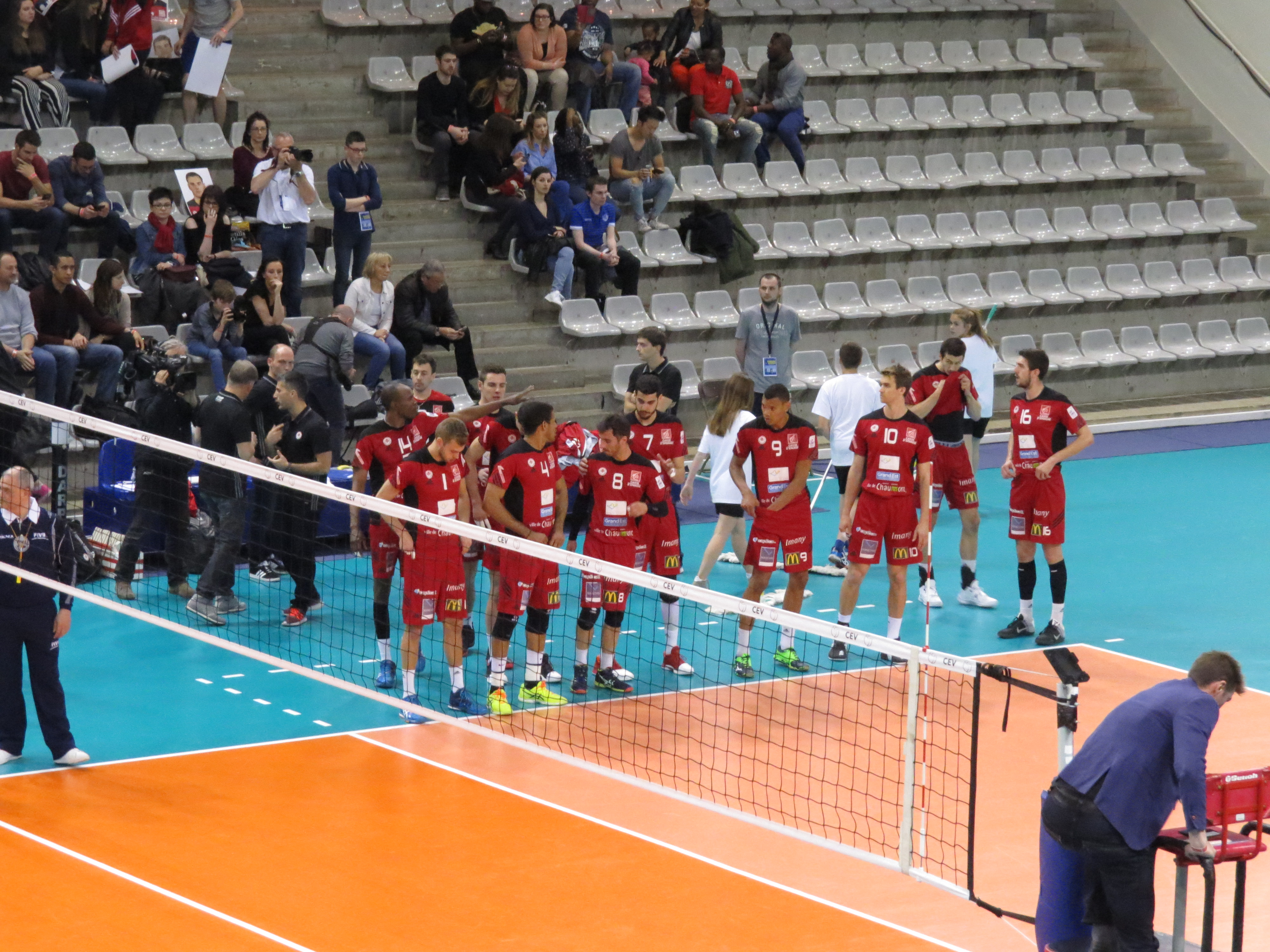
Zawodnicy Chaumont VB 52 w sezonie 2016/2017

| Nr | Imię i nazwisko    | Data ur. | Wzrost | Pozycja      |
| -- | ------------------ | -------- | ------ | ------------ |
| 1  | Gijs Jorna         | 1989     | 189    | przyjmujący  |
| 4  | Javier González    | 1983     | 192    | rozgrywający |
| 5  | Jordan Corteggiani | 1991     | 198    | atakujący    |
| 6  | Wassim Ben Tara    | 1996     | 203    | przyjmujący  |
| 7  | Jonas Aguenier     | 1992     | 202    | środkowy     |
| 8  | Gary Chauvin       | 1987     | 186    | rozgrywający |
| 9  | Stéphen Boyer      | 1996     | 196    | atakujący    |
| 10 | Daniel McDonnell   | 1988     | 200    | środkowy     |
| 13 | Jean-Philippe Sol  | 1986     | 198    | środkowy     |
| 14 | Nathan Wounembaina | 1984     | 198    | przyjmujący  |
| 16 | Kévin Rodriguez    | 1994     | 203    | środkowy     |
| 17 | Matej Pátak        | 1990     | 197    | przyjmujący  |
| 19 | Sebastián Closter  | 1989     | 180    | libero       |

### Sezon 2015/2016
| Nr | Imię i nazwisko    | Data ur. | Wzrost | Pozycja      |
| -- | ------------------ | -------- | ------ | ------------ |
| 1  | Horacio d’Almeida  | 1988     | 200    | środkowy     |
| 2  | Gojko Ćuk          | 1988     | 209    | środkowy     |
| 4  | Stanislav Šimin    | 1986     | 208    | środkowy     |
| 5  | Martin Repák       | 1981     | 190    | rozgrywający |
| 6  | Miloš Terzić       | 1987     | 202    | przyjmujący  |
| 8  | Gary Chauvin       | 1987     | 186    | rozgrywający |
| 9  | Stéphen Boyer      | 1996     | 196    | atakujący    |
| 10 | Scott Rhein        | 1993     | 200    | przyjmujący  |
| 13 | Ronald Jimenez     | 1990     | 200    | atakujący    |
| 14 | Nathan Wounembaina | 1984     | 198    | przyjmujący  |
| 16 | Jérémie Mouiel     | 1995     | 176    | libero       |
| 19 | Sebastián Closter  | 1989     | 180    | libero       |

### Sezon 2014/2015
| Nr | Imię i nazwisko            | Data ur. | Wzrost | Pozycja      |
| -- | -------------------------- | -------- | ------ | ------------ |
| 1  | Horacio d’Almeida          | 1988     | 200    | środkowy     |
| 2  | Gojko Ćuk                  | 1988     | 209    | środkowy     |
| 3  | Hermans Egleskalns         | 1990     | 202    | atakujący    |
| 4  | Bertrand Morelle           | 1978     | 190    | przyjmujący  |
| 6  | Miloš Terzić               | 1987     | 202    | przyjmujący  |
| 7  | Jean Patrice Ndaki Mboulet | 1979     | 201    | przyjmujący  |
| 8  | Faipule Kolokilagi         | 1994     | 193    | przyjmujący  |
| 9  | Ludovic Duée               | 1991     | 192    | libero       |
| 10 | Quentin Rossard            | 1991     | 183    | rozgrywający |
| 14 | Nathan Wounembaina         | 1984     | 198    | przyjmujący  |
| 15 | Julian Garcia-Torres       | 1980     | 204    | środkowy     |
| 18 | Mihajlo Mitić              | 1990     | 201    | rozgrywający |

### Sezon 2013/2014
| Nr | Imię i nazwisko    | Data ur. | Wzrost | Pozycja      |
| -- | ------------------ | -------- | ------ | ------------ |
| 1  | Eldin Demirović    | 1992     | 194    | przyjmujący  |
| 3  | Hermans Egleskalns | 1990     | 202    | atakujący    |
| 4  | Jiří Cerha         | 1979     | 200    | środkowy     |
| 5  | Rudy Verhoeff      | 1989     | 198    | środkowy     |
| 6  | Miloš Terzić       | 1987     | 202    | przyjmujący  |
| 7  | Thomas Dereymez    | 1990     | 190    | rozgrywający |
| 8  | Faipule Kolokilagi | 1994     | 193    | przyjmujący  |
| 9  | Ludovic Duée       | 1991     | 192    | libero       |
| 10 | Deniss Petrovs     | 1986     | 188    | rozgrywający |
| 14 | Nathan Wounembaina | 1984     | 198    | przyjmujący  |
| 16 | José Trefle        | 1980     | 198    | środkowy     |

### Sezon 2012/2013
| Nr | Imię i nazwisko          | Data ur. | Wzrost | Pozycja      |
| -- | ------------------------ | -------- | ------ | ------------ |
| 1  | Deniss Petrovs           | 1986     | 188    | rozgrywający |
| 3  | André Lopes              | 1982     | 193    | atakujący    |
| 4  | Jiří Cerha               | 1979     | 200    | środkowy     |
| 5  | Romain Vadeleux          | 1983     | 198    | środkowy     |
| 6  | Stefan Władisawljew      | 1992     | 196    | przyjmujący  |
| 7  | Angelo Teno              | 1985     | 188    | rozgrywający |
| 8  | Bartosz Janeczek         | 1987     | 198    | atakujący    |
| 9  | Ludovic Duée             | 1991     | 192    | libero       |
| 10 | Rodrigo Alves Dos Santos | 1981     | 200    | środkowy     |
| 13 | Carlos Antony            | 1988     | 196    | przyjmujący  |
| 18 | Israel Rodríguez         | 1981     | 195    | przyjmujący  |